# درگیری آبی
درگیری آبی اصطلاحی است برای توصیف درگیری‌های میان دو یا چند کشور، ایالت یا گروه که بر اثر اختلاف در حق استفاده از منابع آبی روی می‌دهد. طبق تعریف سازمان ملل متحد اختلافات آبی ناشی از تعارض منافع کاربران آب، به صورت عمومی یا خصوصی است. طیف گسترده‌ای از درگیری‌هایی که در تاریخ صورت گرفته بر اثر اختلافات آبی بوده اما موارد محدودی به تنهایی منجر به جنگ‌های کلاسیک شده است. چند درگیری در حال اجرا نظیر نسل‌کشی رواندا و جنگ دارفور در سودان به مسئله مناقشه آبی نسبت داده‌اند.